# Ráth Cairn
Ráth Cairn (en anglès Rathcarne) és una vila d'Irlanda, a la Gaeltacht del comtat de Meath, a la província de Leinster. Es troba 55 kilòmetres al nord-oest de Dublín.
La Gaeltacht Ráth Cairn fou fundada el 1935 quan 41 famílies de Conamara hi foren assentats amb terra adquirida prèviament per la Irish Land Commission. Cada família va rebre de la comissió una casa, 8,9 hectàrees (22 acres) de terra, una truja, garrins i complements bàsics. Unes altres 11 famílies s'uniren als colons originals de 1935. En total, 443 persones de Conamara foren assentades a Ráth Cairn. En 1967 Ráth Cairn va rebre el reconeixement oficial com a Gaeltacht, després d'una campanya local. Avui, amb la propera vila de Baile Ghib forma la Gaeltacht Contae An Mhí.
El 1973 s'hi va crear la cooperativa Ráth Cairn Cooperation Society. Ráth Cairn ha crescut en una vila amb església, instal·lacions esportives i un pub. S'ha projectat a construir una escola d'ensenyament secundari i hi ha nombroses facilitats per a acollir infants i adults per a aprendre irlandès durant l'estiu.

## Personatges
- Bláthnaid Ní Chofaigh, personalitat de televisió
- Darach Ó Catháin, cantant Sean-nós

## Galeria d'imatges

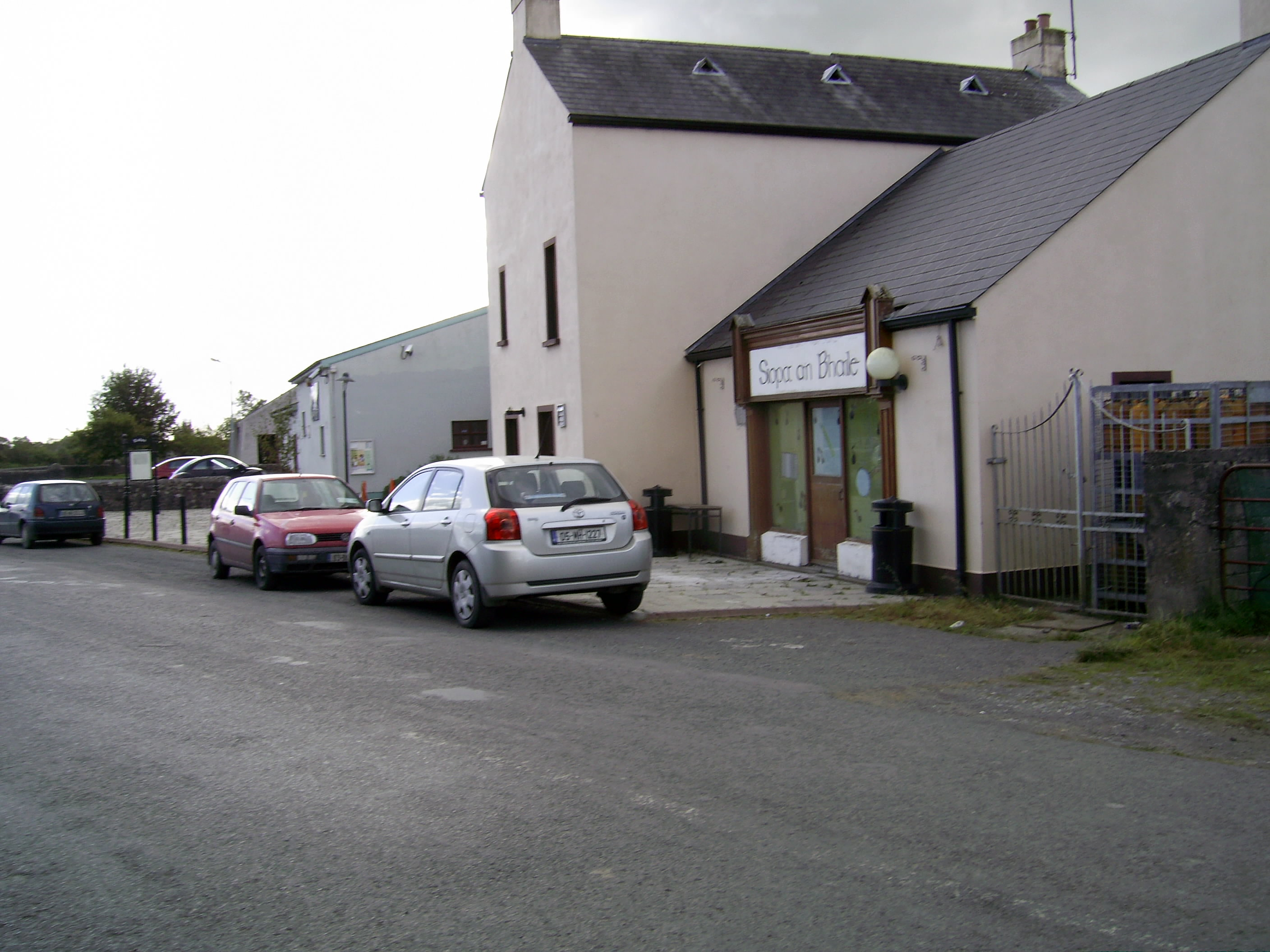
Botiga
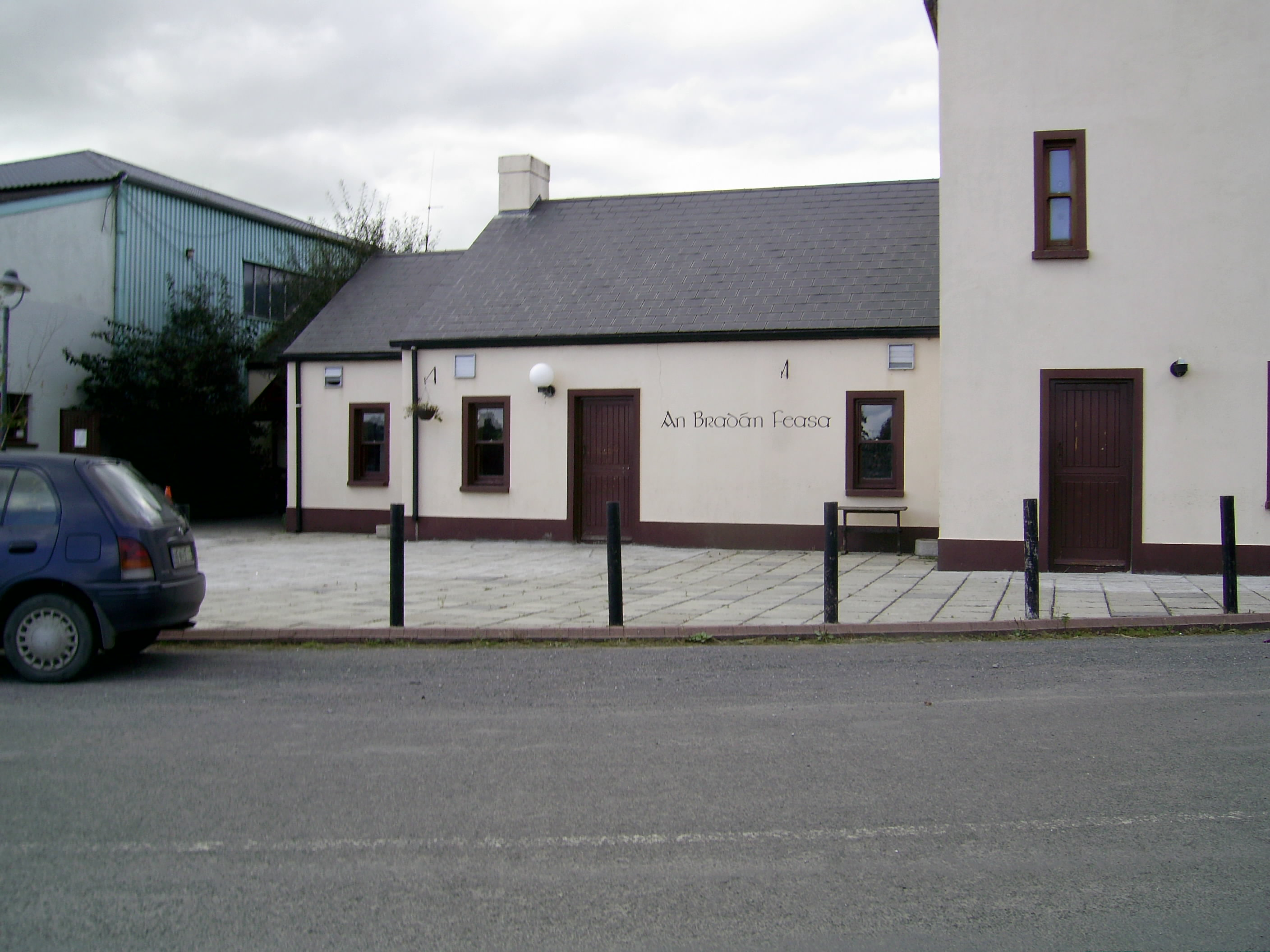
An Bradán Feasa
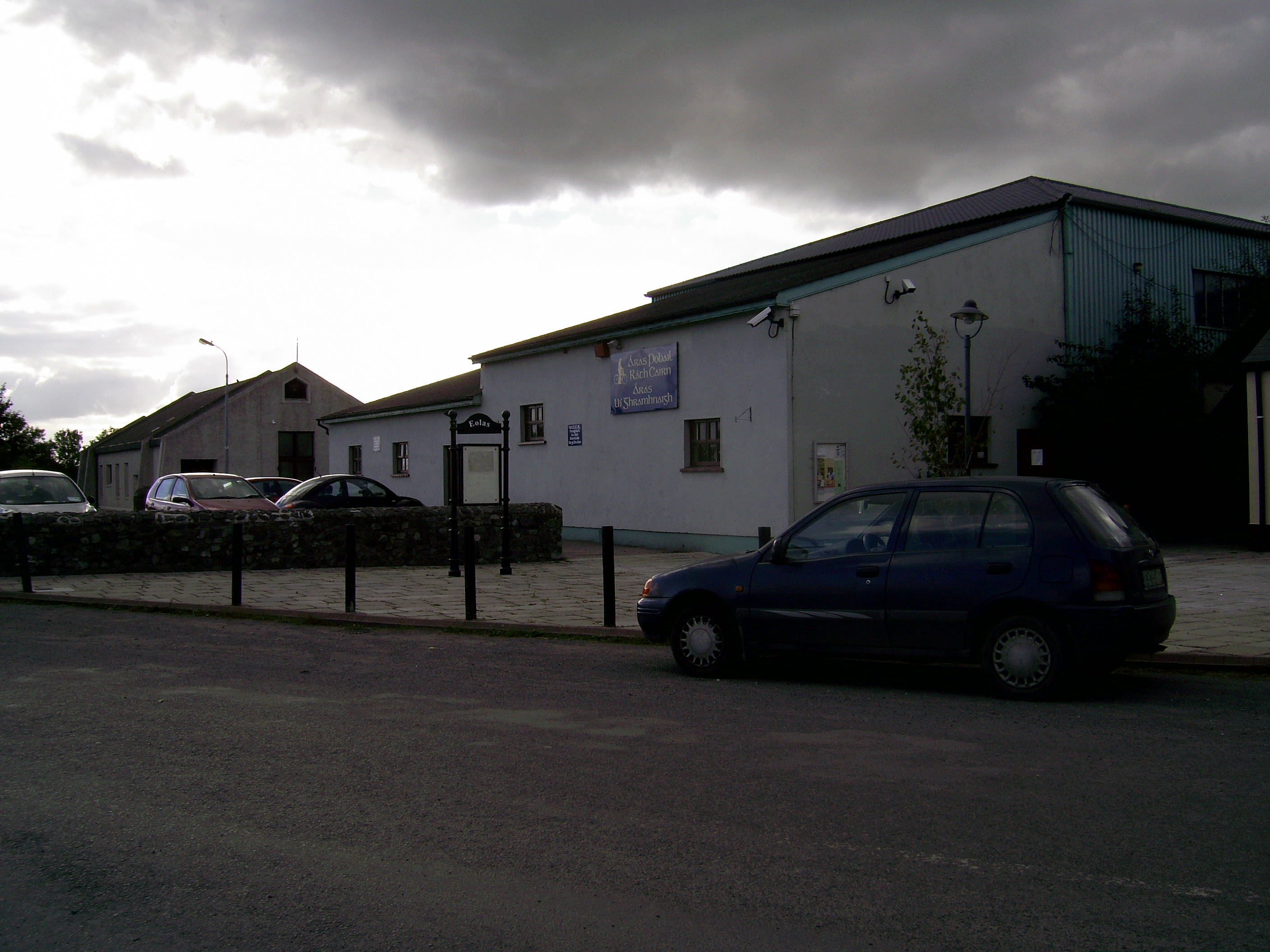
Ajuntament
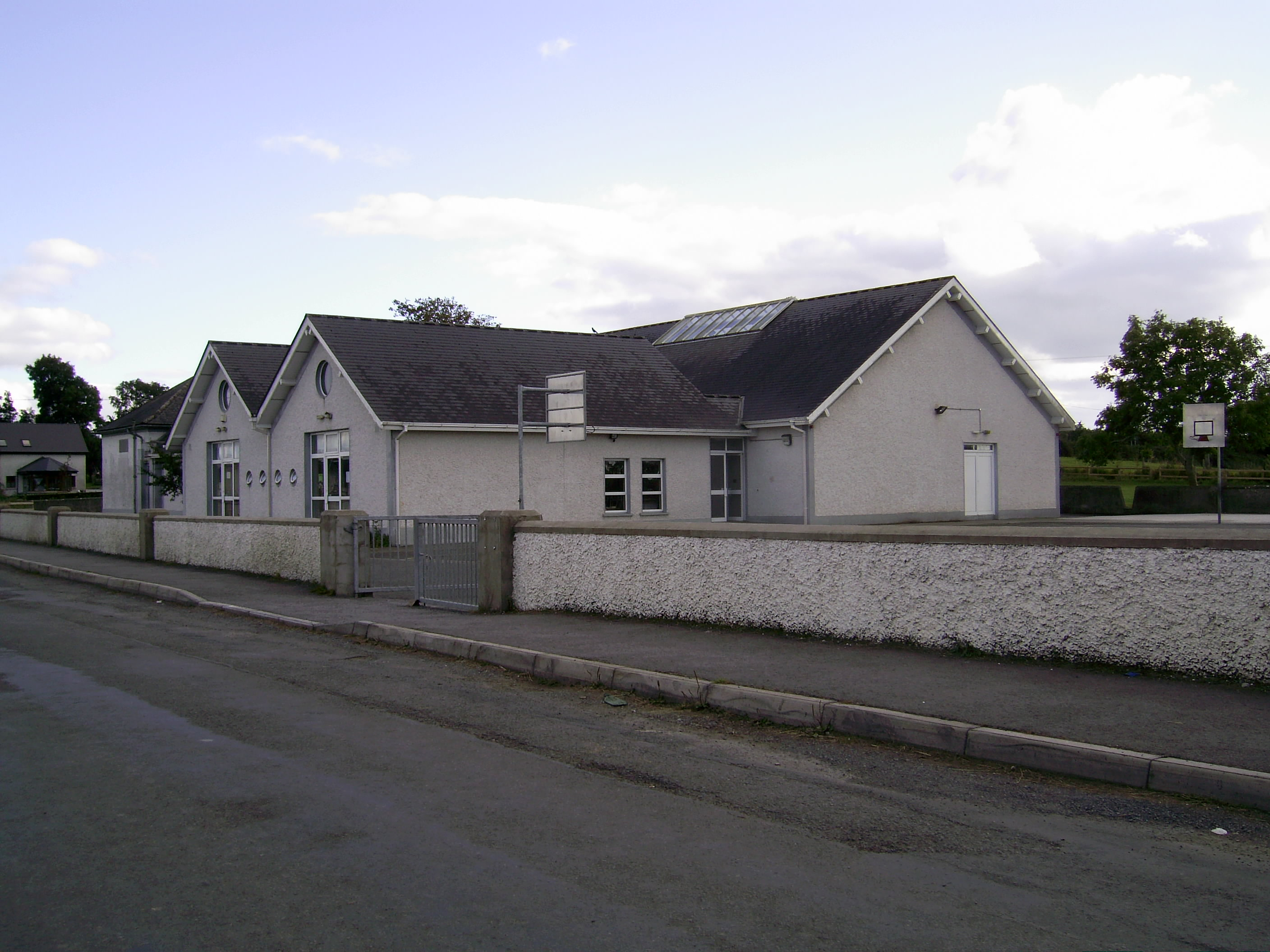
Escola pública